# Сивасский конгресс

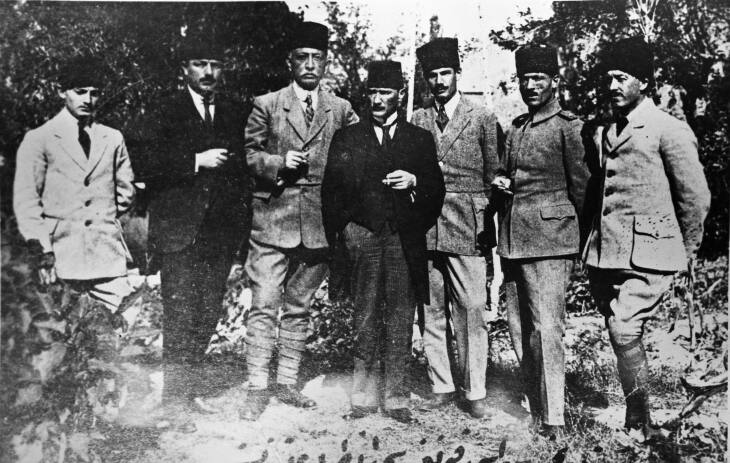
Видные националисты на Сивасском конгрессе. Слева направо: Кылыч, Музаффер, Рауф (Орбай), Бекир Сами (Кундух), Мустафа Кемаль (Ататюрк), Рушен Эшреф Унайдын, Тойдемир, Джемиль Джахит, Гюрер, Джеват Аббас

Сивасский конгресс (тур. Sivas Kongresi) — собрание деятелей Турецкого национального движения, проходившее в течение одной недели с 5 по 11 сентября 1919 года в городе Сивас, в центрально-восточной Турции. На нём присутствовали делегаты от всех анатолийских провинций Османской империи, фактически тогда ещё не существующих. На момент конгресса столица государства (Стамбул), а также многие провинциальные города и регионы находились под оккупацией союзных держав, готовившихся к разделу Османской империи. Сивасский конгресс был одним из событий Войны за независимость Турции.

## Конгресс
Мустафа Кемаль объявил о созыве Сивасского конгресса за три месяца до его начала в своём Амасийском циркуляре. Подготовка к нему была проведена в рамках Эрзурумского конгресса. На Сивасском конгрессе был принят целый ряд жизненно важных решений, которые легли в основу формирования будущей политики, проводимой в рамках Турецкой войны за независимость. На собрании также состоялось объединение многочисленных региональные Ассоциаций защиты прав в Ассоциацию защиты прав Анатолии и Румелии.
Хотя по количеству делегатов Сивасский конгресс уступал Эрзурумскому (38 человек), но его участники представляли куда большую географию. На обоих этих собраниях были определил основные пункты Национального обета Турции, который Турецкое национальное движение заключило с другими турецкими движениями сопротивления союзникам для совместной работы, а именно с имперским правительством в Стамбуле. В следующем месяце, 22 октября 1919 года, они подписали Амасийский протокол, призвавший к проведению новых выборов. Сформированная по их итогам Палата депутатов Османской империи должна была рассмотреть соглашения, принятые на Сивасском конгрессе. Однако, как только весть об этом дошла до союзников-оккупантов, находившихся в Стамбуле, они распустили парламент, после чего оставшаяся часть османского имперского правительства оказалась враждебной по отношению к Турецкому национальному движению, базирующемуся в Анкаре.

## Последствия
После войны за независимость Ассоциация защиты прав Анатолии и Румелии стала официальной политической партией и переименовала себя в Республиканскую народную партию. Её члены задним числом объявили Сивасский конгресс своим первым съездом. Она и по сей день является одной из основных политических партий Турции.
Здание, в котором проходил Сивасский конгресс, было передано в собственность Министерства культуры Турции в 1984 году по просьбе тогдашнего президента страны Кенана Эврена. С тех пор оно открыто для публики как Музей Сивасского конгресса и этнографии.